# Rostflügel-Ameisenwürger
Der Rostflügel-Ameisenwürger (Thamnophilus torquatus) zählt innerhalb der Familie der Ameisenvögel (Thamnophilidae) zur Gattung Thamnophilus.
Die Art kommt in Bolivien, Brasilien und Paraguay sowie im Amazonasbecken vor.
Das Verbreitungsgebiet umfasst tropischen oder subtropischen feuchten Tieflandwald, trockene Savanne und feuchte buschbestandene Lebensräume meist unterhalb 1000, jedoch bis zu 1750 m Höhe.

## Merkmale
Der Vogel ist etwa 14 cm groß und wiegt zwischen 18 und 20 g. Das Männchen hat eine schwarze Kappe mit grauem Kopf und Grau auf der Oberseite, die Flügel und Flügeldecken sind zimtfarben bis rotbraun, der gestufte Schwanz ist schwarz, die äußeren Steuerfedern haben weiße Bänder, Kehle und Unterseite sind weißlich, die Brust ist schwarz gebändert. Vom ähnlichen Rostscheitel-Ameisenwürger (Thamnophilus ruficapillus) wird er durch geringe Größe, blassere Fiederung und die schwarze Kappe unterschieden.
Das Weibchen hat Rotbraun auf Kappe und Schwanz, die Kopfseiten sind gefleckt weißlich und grau, die Oberseite ist blasser, die Unterseite gelbbraun gefärbt ohne oder nur mit angedeuteter Bänderung.
Die Art ist monotypisch.

## Stimme
Der Gesang wird als rascher und kürzer werdende Folge nasaler Töne beschrieben „rhen, rehn, rhen, reh-reh-reh-reh-rénh“. Im Gegensatz zum Rostscheitel-Ameisenwürger ist der erste Laut langgezogen.

## Lebensweise
Die Nahrung besteht aus Insekten, die meist allein in dichtem Gebüsch in Erdbodennähe oder bis 2 m oberhalb gesucht werden.
Die Brutzeit liegt zwischen April und Juni in Ostbrasilien.

## Gefährdungssituation
Der Bestand gilt als nicht gefährdet (Least Concern).

## Etymologie und Forschungsgeschichte
Die Erstbeschreibung des Rostflügel-Ameisenwürgers erfolgte 1825 durch William Swainson unter dem wissenschaftlichen Namen Thamnophilus torquatus. Als Verbreitungsgebiet gab er Urupè in Bahia an. 1816 führte Louis Pierre Vieillot die für die Wissenschaft neue Gattung Thamnophilus ein. Dieser Begriff leitet sich von φιλος thamnos für „Busch“ und φιλος, φιλεω, φιλος philos, phileō, philos für „lienend, lieben, Liebhaber“ ab. Der Artname torquatus hat seinen Ursprung in lateinisch torquatus, torques, torquere ‚-kragen, Kragen, Halsband, verdrehen‘. Thamnophilus scalaris Wied-Neuwied, 1831 wird heute als Synonym zur Nominatform betrachtet. Dieses Wort stammt von lateinisch scalaris, scalae, scandere ‚Leiter, klettern‘ ab.